# Алгонкіни (народ)
Алгонкіни — індіанський народ Північної Америки алґської мовної родини. До приходу європейців проживали на Атлантичному узбережжі, пізніше емігрували до південного Квебеку і східної частини Онтаріо.

## Мова
Розмовляли на діалекті мови анішинаабе (оджибве) алґської мовної родини. Саме від назви цього народу походить назва великої мовної родини Північної Америки.
В культурному і мовному відношенні алгонкіни тісно пов'язані з оттава й оджибве, разом з якими входять до групи народів анішинаабе.
Самі алгонкіни називають себе «омамівініні» (Omamiwinini) або «анісінабе» (Anicinabe).

## Демографія
Під час першого контакту з французами у 1603 році різні алгонкінські групи налічували приблизно 6000 людей. У 1768 році англійці оцінювали чисельність алгонкінів приблизно у 1500 осіб.
Станом на 2000 рік в Канаді проживало 8000 алгонкінів, об'єднаних у 10 спільнот («Корінних народів»): 9 — у Квебеку, 1 — в Онтаріо.